# Anders Weidlitz
Anders Weidlitz, född den 26 januari 1897 i Gagnef i Kopparbergs län, död den 26 april 1984 i Uppsala, var en svensk präst.
Weidlitz avlade studentexamen i Uppsala 1921 efter studier vid Fjellstedtska skolan, teologisk-filosofisk examen 1923 och teologie kandidatexamen 1926. Han prästvigdes 1926 och missiverades som pastorsadjunkt till Järna. Han blev kyrkoherde i Venjan 1927, i Siljansnäs 1938 och i Järna 1950. År 1962 blev han prost honoris causa och samma år emeritus. Han var ledamot av Vasaorden. Anders Weidlitz är begravd på Stora Tuna kyrkogård.